# Planicie Quimera
La planicie Quimera (en inglés: Chimaera Flats) es una amplia extensión llana de arena a pocos metros sobre el nivel del mar, entre las lagunas Medusa y Gorgon, en las tierras bajas centrales de la isla Candelaria del archipiélago Candelaria en las islas Sandwich del Sur.
El nombre fue aplicado por el Comité Antártico de Lugares Geográficos del Reino Unido en 1971, haciendo referencia a la Quimera, un monstruo come fuego de la mitología griega.
La isla nunca fue habitada ni ocupada, y es reclamada por el Reino Unido como parte del territorio británico de ultramar de las Islas Georgias del Sur y Sandwich del Sur y por la República Argentina, que la hace parte del departamento Islas del Atlántico Sur dentro de la provincia de Tierra del Fuego, Antártida e Islas del Atlántico Sur.